# The Light Is Coming
The Light Is Coming è un singolo promozionale della cantante statunitense Ariana Grande, estratto dal quarto album in studio Sweetener e pubblicato il 20 giugno 2018.

## Descrizione
Il brano ha visto la partecipazione vocale della rapper trinidadiana Nicki Minaj ed è stato scritto dalle due artiste insieme a Pharrell Williams, il quale si è anche occupato della produzione. Si tratta della sua quinta collaborazione con Minaj dopo Bang Bang, Get on Your Knees, Side to Side e Bed, quest'ultimo pubblicato come singolo sei giorni prima di The Light Is Coming. Il brano utilizza un sample di una clip della CNN del 2009, in cui un uomo di nome Craig Anthony Miller si rivolge al senatore della Pennsylvania Arlen Specter con la frase «You wouldn't let anybody speak and instead».

## Pubblicazione
Grande ha annunciato il brano il 27 maggio 2018 postando sul suo Twitter un'anteprima di venti secondi. Il successivo 2 giugno ha cantato parte della canzone a Wango Tango, confermando la data di uscita. Il 20 giugno il brano è stato reso disponibile sulle piattaforme digitali e in streaming, in concomitanza con il pre-ordine dell'album.

## Video musicale
Il video, diretto da Dave Meyers, è stato pubblicato in concomitanza con il lancio del singolo in anteprima sul sito di Reebok.

## Tracce
Testi e musiche di Ariana Grande, Pharrell Williams e Onika Maraj.
1. The Light Is Coming (feat. Nicki Minaj) – 3:48

## Formazione
Musicisti
- Ariana Grande – voce
- Nicki Minaj – voce
- Mike "Miguel Milliones" Larson – arrangiamento, programmazione

Produzione
- Pharrell Williams – produzione
- Manny Marroquin – missaggio
- Scott Desmarais – assistenza al missaggio
- Chris Galland – assistenza al missaggio
- Robin Florent – assistenza al missaggio
- Randy Merrill – mastering
- Mike Larson – registrazione, montaggio digitale
- Thomas Cullison – assistenza alla registrazione
- Ben "Bengineer" Sedano – assistenza alla registrazione
- Jacob Dennis – assistenza alla registrazione
- Ramon Rivas – assistenza alla registrazione
- Brendan Morawski – assistenza alla registrazione
- Ambry "Big Juice" Delaine – registrazione voce di Minaj
- Kris Crawford – assistenza alla registrazione
- Manny Park – assistenza alla registrazione

## Classifiche
| Classifica (2018) | Posizione massima |
| ----------------- | ----------------- |
| Australia         | 60                |
| Canada            | 63                |
| Irlanda           | 78                |
| Paesi Bassi       | 81                |
| Regno Unito       | 57                |
| Stati Uniti       | 89                |